# Glanidium bockmanni
Glanidium bockmanni is een straalvinnige vissensoort uit de familie van de houtmeervallen (Auchenipteridae). De wetenschappelijke naam van de soort is voor het eerst geldig gepubliceerd in 2005 door Sarmento-Soares & Buckup.